# Yoshiaki Takaki
Yoshiaki Takaki (en japonés: 高木 義明 Takaki Yoshiaki, 22 de diciembre de 1945) es un político japonés miembro de la Cámara de Representantes de la Dieta Nacional, perteneciendo al Partido Democrático. Nacido en Shimonoseki (Yamaguchi) y graduado de secundaria, fue elegido para la Dieta por primera vez en 1990 después de servir en el sindicato ejecutivo y en asambleas locales durante 15 años.

## Biografía
Yoshiaki Takaki nació en la ciudad de Shimonoseki, la ciudad más grande en la prefectura de Yamaguchi el 22 de diciembre de 1945, criándose en el Japón ocupado de la posguerra. 

### Carrera política
Su primer puesto político fue en la Asamblea local de Nagasaki en 1990, tras ello, sería nombrado en la recién creado Bloque de representaciones proporcionales de Kyushu por el distrito de Nagasaki en 1996, ocupando ese cargo hasta el año 2000.
Comenzando el siglo XXI, Yoshiakki Takaki comenzaría a ocupar cargos parlamentarios como el de presidente del Comité de supervisión de seguridad (2000-2004), presidente de la Comisión de Agricultura, Silvicultura y Pesca (2004-2010) o incluso llegando a presidir el Comité de castigos parlamentarios (2013-2015).
El cargo de mayor importancia que ha ocupado ha sido el de Ministro de Educación, Cultura, Deporte, Ciencia y Tecnología. Solo lo ostentó durante un año, del 17 de septiembre de 2010 hasta el 2 de septiembre de 2011.
También ha ocupado cargos dentro de su propio partido, los más relevantes son el de representante del departamento ejecútivo del partido (2013-2015) y haber sido uno de sus comisionados en varias ocasiones (2006-2007; 2012-2013; 2015-).